# Francesco Acquaviva d’Aragona
Francesco Acquaviva d’Aragona (ur. 4 października 1665 w Neapolu, zm. 9 stycznia 1725 w Rzymie) – włoski szlachcic, syn księcia Atri; duchowny i tytularny arcybiskup miasta Larissa.
Urodził się w Neapolu 4 października 1665 roku. Był nuncjuszem papieskim w Hiszpanii w latach 1700-1706 i stronnikiem Filipa V Burbona. Papież Klemens XI uczynił go kardynałem 17 marca 1706. Od kwietnia 1713 sprawował w kurii urząd kardynała-protektora Hiszpanii, a od 1716 był także jej ambasadorem przy Stolicy Apostolskiej.
Acquaviva zmarł 9 stycznia 1725 w wieku 59 lat.